# Blood on the Tracks
Blood on the Tracks je patnácté studiové album Boba Dylana, vydané 17. ledna 1975 u Columbia Records. V roce 2003 se album umístilo na šestnácté pozici v seznamu 500 nejlepších alb všech dob časopisu Rolling Stone.

## Seznam skladeb
Všechny skladby napsal Bob Dylan.
| Strana 1 | Strana 1                                  | Strana 1 |
| Pořadí   | Název                                     | Délka    |
| -------- | ----------------------------------------- | -------- |
| 1.       | Tangled Up in Blue                        | 5:42     |
| 2.       | Simple Twist of Fate                      | 4:19     |
| 3.       | You're a Big Girl Now                     | 4:36     |
| 4.       | Idiot Wind                                | 7:48     |
| 5.       | You're Gonna Make Me Lonesome When You Go | 2:55     |

| Strana 2       | Strana 2                              | Strana 2 |
| Pořadí         | Název                                 | Délka    |
| -------------- | ------------------------------------- | -------- |
| 1.             | Meet Me in the Morning                | 4:22     |
| 2.             | Lily, Rosemary and the Jack of Hearts | 8:51     |
| 3.             | If You See Her, Say Hello             | 4:49     |
| 4.             | Shelter from the Storm                | 5:02     |
| 5.             | Buckets of Rain                       | 3:22     |
| Celková délka: | Celková délka:                        | 51:42    |

## Sestaava
- Bob Dylan – zpěv, harmonika, kytara, mandolína, varhany
- Billy Peterson – baskytara
- Eric Weissberg – banjo, kytara
- Tony Brown – baskytara
- Charles Brown III – kytara
- Bill Berg – bicí
- Buddy Cage – steel kytara
- Barry Kornfeld – kytara
- Richard Crooks – bicí
- Paul Griffin – varhany, klávesy
- Gregg Inhofer – klávesy
- Thomas McFaul –klávesy
- Chris Weber – kytara, dvanáctistrunná kytara
- Kevin Odegard – kytara
- Peter Ostroushko – mandolína